# Хамбург (Њујорк)
Хамбург (енгл. Hamburg) град је у америчкој савезној држави Њујорк.

## Демографија
По попису из 2010. године број становника је 9.409, што је 707 (-7,0%) становника мање него 2000. године.
| Група             | 2000.         | 2010.         |
| Белци             | 9.918 (98,0%) | 9.135 (97,1%) |
| Афроамериканци    | 20 (0,2%)     | 36 (0,4%)     |
| Азијати           | 40 (0,4%)     | 40 (0,4%)     |
| Хиспаноамериканци | 76 (0,8%)     | 135 (1,4%)    |
| Укупно            | 10.116        | 9.409         |